# Bagging算法
Bagging算法 （英語：Bootstrap aggregating，引導聚集算法），又稱裝袋算法，是機器學習領域的一種集成學習算法。最初由Leo Breiman於1994年提出。Bagging算法可與其他分類、回歸算法結合，提高其準確率、穩定性的同時，透過降低結果的變異數，避免過擬合的發生。

## 算法步骤
给定一个大小为{\displaystyle n}的训练集{\displaystyle D}，Bagging算法从中均匀、有放回地（即使用自助抽样法）选出{\displaystyle m}个大小为{\displaystyle n'}的子集{\displaystyle D_{i}}，作为新的训练集。在这{\displaystyle m}个训练集上使用分类、回归等算法，则可得到{\displaystyle m}个模型，再透過取平均值、取多数票等方法，即可得到Bagging的结果。